# Ђавера дел Монтело
Ђавера дел Монтело (итал. Giavera del Montello) је насеље у Италији у округу Тревизо, региону Венето.
Према процени из 2011. у насељу је живело 3462 становника. Насеље се налази на надморској висини од 73 м.

## Становништво
| 1951. | 1961. | 1971. | 1981. | 1991. | 2001. | 2011. |
| ----- | ----- | ----- | ----- | ----- | ----- | ----- |
| 3.684 | 3.391 | 3.384 | 3.668 | 3.806 | 4.318 | 5.144 |